# شرلوک هلمز و طلسم باسکرویل
شرلوک هلمز و طلسم باسکرویل (به انگلیسی: Sherlock Holmes and the Baskerville Curse) فیلمی کارتونی محصول سال ۱۹۸۳ کشور استرالیا به تولیدکنندگی ادی گراهام است. صداپیشه انگلیسی شخصیت شرلوک هلمز، پیتر اوتول، بازیگر سرشناس سینمای هالیوود، بود. در دوبله فارسی غلامعلی افشاریه به جای شرلوک هلمز صحبت کرده‌است.

## صدای نقش‌های اصلی
- پیتر اوتول به جای شرلوک هلمز
- ران هادریک به جای دکتر واتسن[۱]

## دوبله فارسی
این فیلم کارتونی در دههٔ ۶۰ خورشیدی به فارسی دوبله و در تلویزیون ایران به نمایش درآمده است.
- غلامعلی افشاریه به‌جای شرلوک هلمز[۲]
- محمدعلی دیباج به‌جای دکتر واتسون